# Forti FG01
La Forti FG01, chiamata anche Forti FG01-95, fu una monoposto di Formula 1 che gareggiò nel Campionato mondiale di Formula 1 1995.

## La vettura
La FG01 era spinta dal motore Ford EDD 3.0 V8, venne guidata da Pedro Diniz e Roberto Moreno
La macchina fu ideata da Giacomo Caliri e Giorgio Stirano: non era altro che una versione "rinnovata" della GR02 della Fondmetal, scuderia italiana acquistata da Forti.
In pista si rivelò lenta, pesante e obsoleta, con particolare riguardo per l’adozione del cambio manuale, che le altre scuderie avevano già da tempo sostituito con sistemi semiautomatici. Concluse la stagione con 0 punti, ottenendo quale posizione più alta in gara un settimo posto nel Gran Premio d'Australia 1995.
La macchina, venne anche usata nelle prime gare del Campionato mondiale di Formula 1 1996, sotto il nome di "Forti FG01B".

## Piloti

### 1995
| Piloti ufficiali   | Piloti ufficiali  | Piloti ufficiali |
| Nazione            | Nome              | Numero           |
| ------------------ | ----------------- | ---------------- |
| Brasile (bandiera) | Pedro Paulo Diniz | 21               |
| Brasile (bandiera) | Roberto Moreno    | 22               |

### 1996
| Piloti ufficiali   | Piloti ufficiali  | Piloti ufficiali |
| Nazione            | Nome              | Numero           |
| ------------------ | ----------------- | ---------------- |
| Italia (bandiera)  | Luca Badoer       | 22               |
| Italia (bandiera)  | Andrea Montermini | 23               |
| Piloti di riserva  |                   |                  |
| Nazione            | Nome              | Nome             |
| Francia (bandiera) | Franck Lagorce    | Franck Lagorce   |

## Risultati in Formula 1
| Anno | Team                | Motore          | Gomme | Piloti |     |    |    |     |     |     |     |     |     |     |    |     |    |     |    |     |     | Punti | Pos. |
| ---- | ------------------- | --------------- | ----- | ------ | --- | -- | -- | --- | --- | --- | --- | --- | --- | --- | -- | --- | -- | --- | -- | --- | --- | ----- | ---- |
| 1995 | Parmalat Forti Ford | Ford EDD 3.0 V8 | G     | Diniz  | 10  | NC | NC | Rit | 10  | Rit | Rit | Rit | Rit | Rit | 13 | 9   | 16 | 13  | 17 | Rit | 7   | 0     | 11º  |
| 1995 | Parmalat Forti Ford | Ford EDD 3.0 V8 | G     | Moreno | Rit | NC | NC | Rit | Rit | Rit | 16  | Rit | Rit | Rit | 14 | Rit | 17 | Rit | 16 | Rit | Rit | 0     | 11º  |

| Anno | Team             | Motore           | Gomme | Piloti     |    |     |     |    |    |  |  |  |  |  |  |  |  |  |  |  | Punti | Pos. |
| ---- | ---------------- | ---------------- | ----- | ---------- | -- | --- | --- | -- | -- |  |  |  |  |  |  |  |  |  |  |  | ----- | ---- |
| 1996 | Forti Grand Prix | Ford EDM2 3.0 V8 | G     | Badoer     | NQ | 11  | Rit | NQ |    |  |  |  |  |  |  |  |  |  |  |  | 0     | 11º  |
| 1996 | Forti Grand Prix | Ford EDM2 3.0 V8 | G     | Montermini | NQ | Rit | 10  | NQ | NQ |  |  |  |  |  |  |  |  |  |  |  | 0     | 11º  |

| Legenda | 1º posto     | 2º posto | 3º posto    | A punti         | Senza punti/Non class.  | Grassetto – Pole position Corsivo – Giro più veloce |
| Legenda | Squalificato | Ritirato | Non partito | Non qualificato | Solo prove/Terzo pilota | Grassetto – Pole position Corsivo – Giro più veloce |